# Apple 台北101
Apple 台北101（英語：Apple Taipei 101）是蘋果公司在臺灣臺北市信義區開設的一家Apple Store（蘋果直營店），於2017年7月1日正式開業，為臺灣及臺北市的第1家、全球第497家Apple Store。位於信義計畫區內的台北101購物中心一樓，佔地約400坪。該店設計方式以蘋果新一代「街口」概念設計，透過大片玻璃落地窗與外緣路口銜接，圍繞在店內的燈箱則是以「長廊」的概念所設計。
此外，蘋果公司邀請到臺灣本土剪紙藝術家楊士毅為該店的開幕創作了一件名為「有閒來坐」的作品，將店面外牆用長達75公尺，代表喜氣的大紅色剪紙包裝起來。蘋果公司執行長提姆·庫克也在自己的推特上留下「有閒來坐」（臺羅：ū-îng lâi-tsē，有空來坐之意）的漢字以宣傳該店的開幕。
該店目前提供產品的體驗和購買、Today at Apple 講座、Genius Bar天才吧等服務。

## 相片集

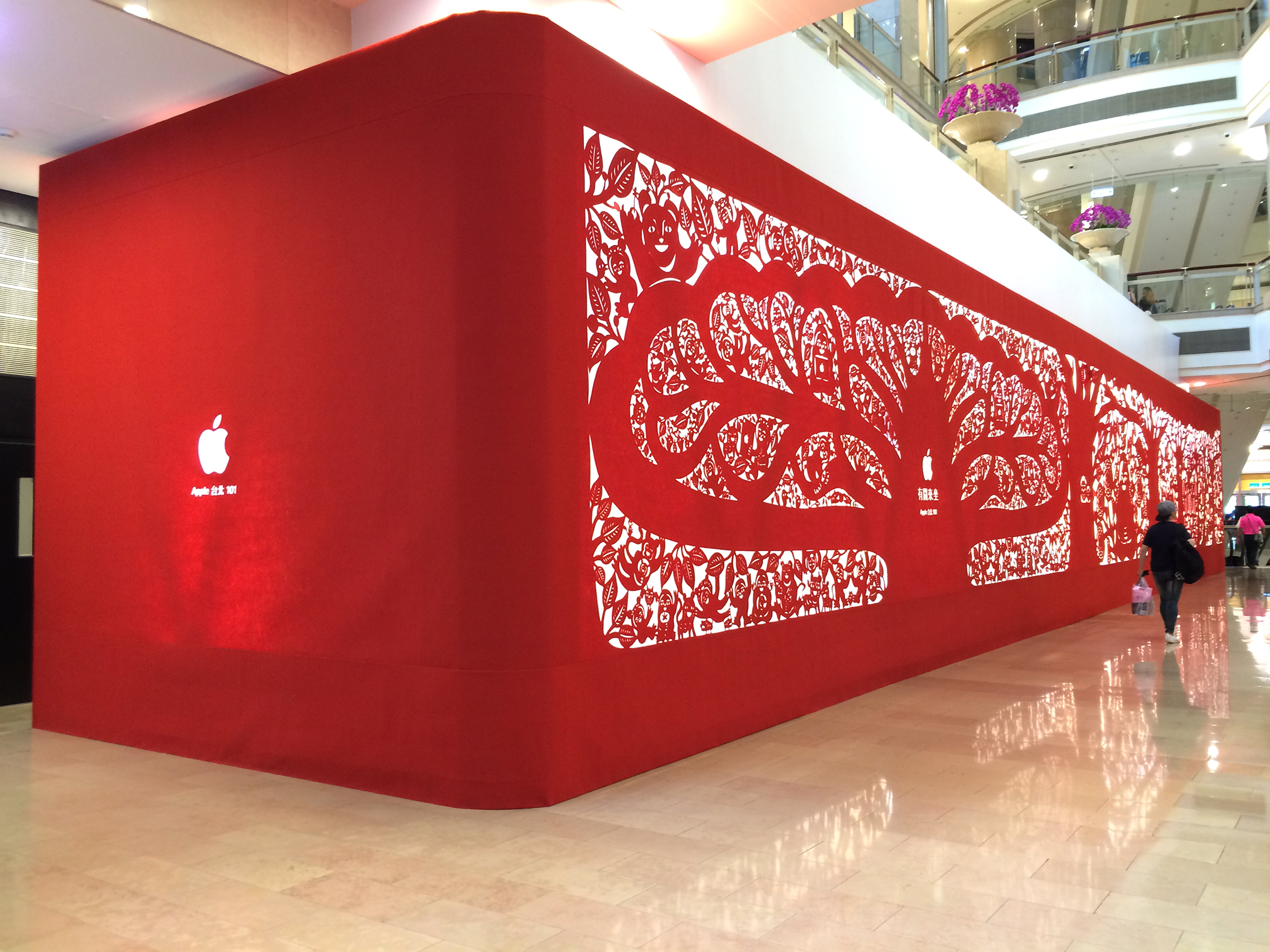
剪紙藝術家楊士毅作品「有閒來坐」
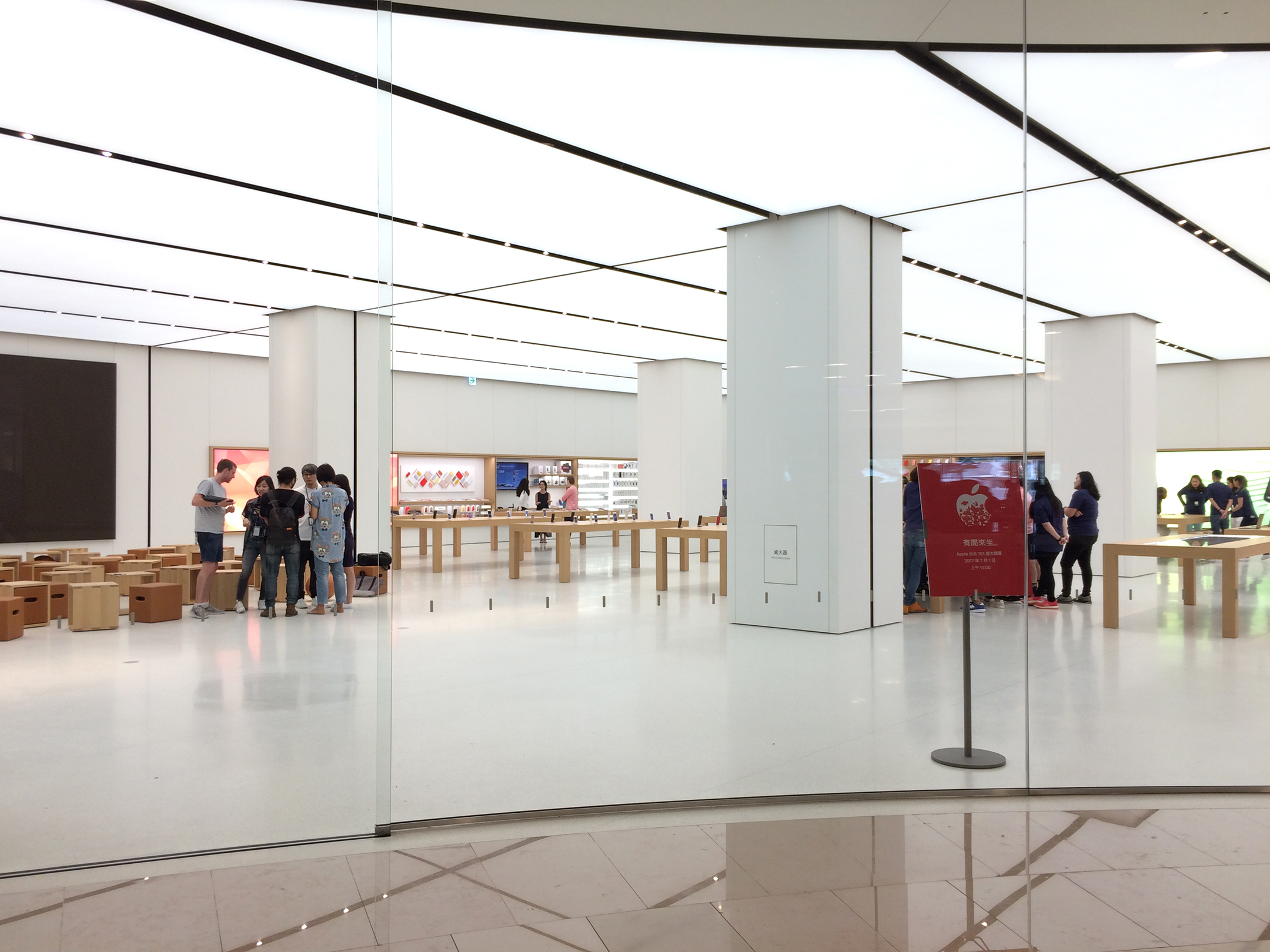
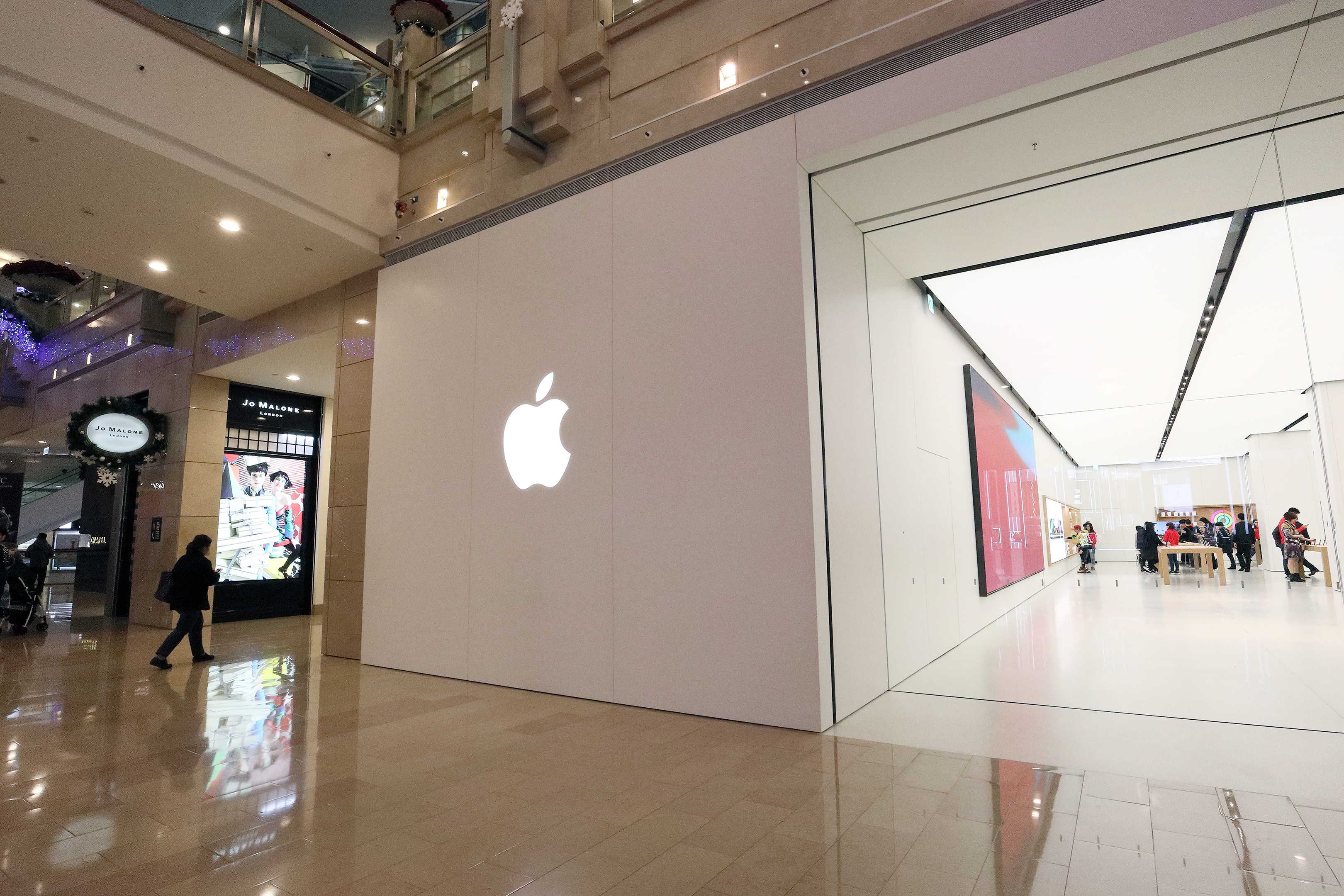
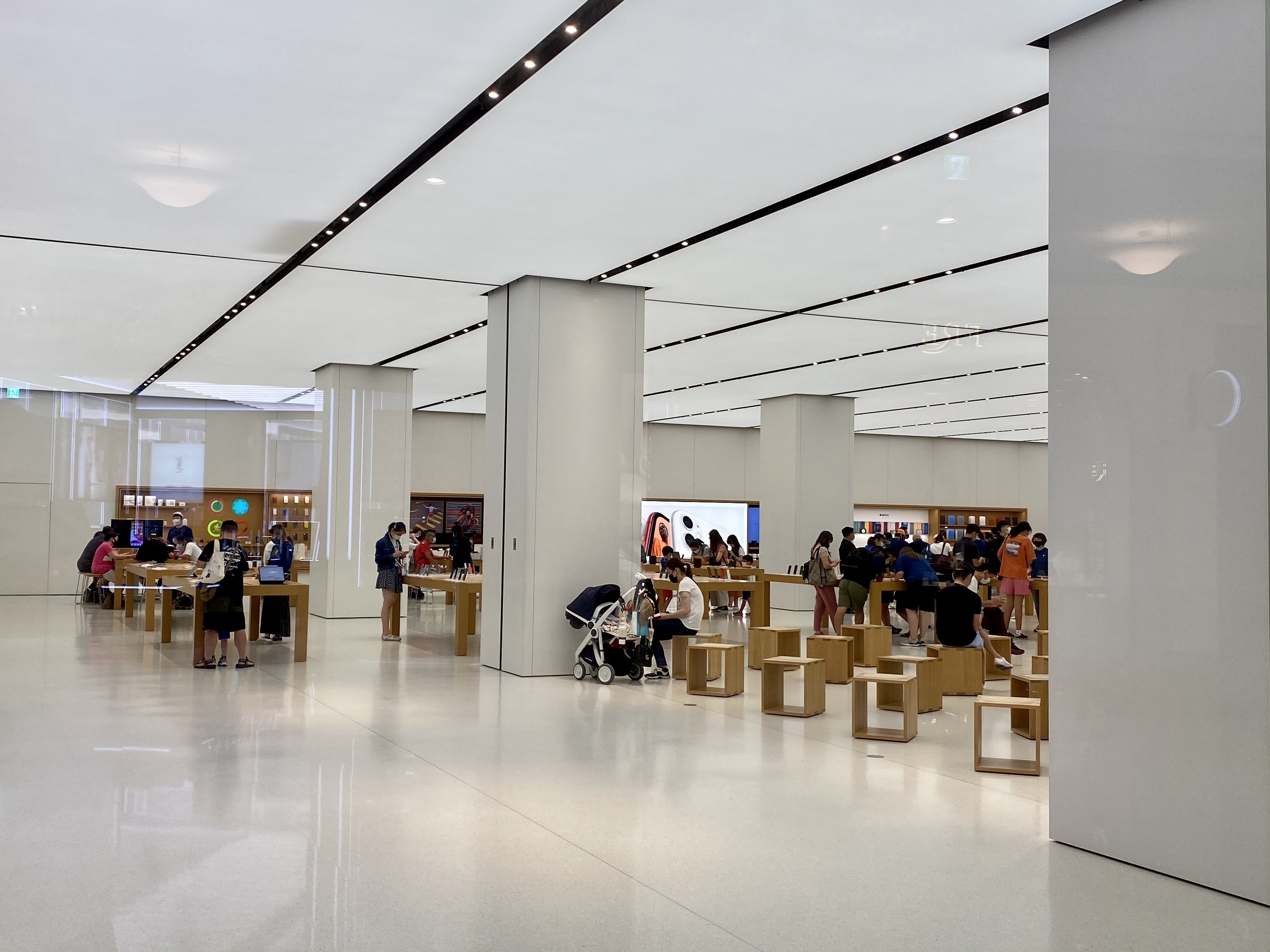
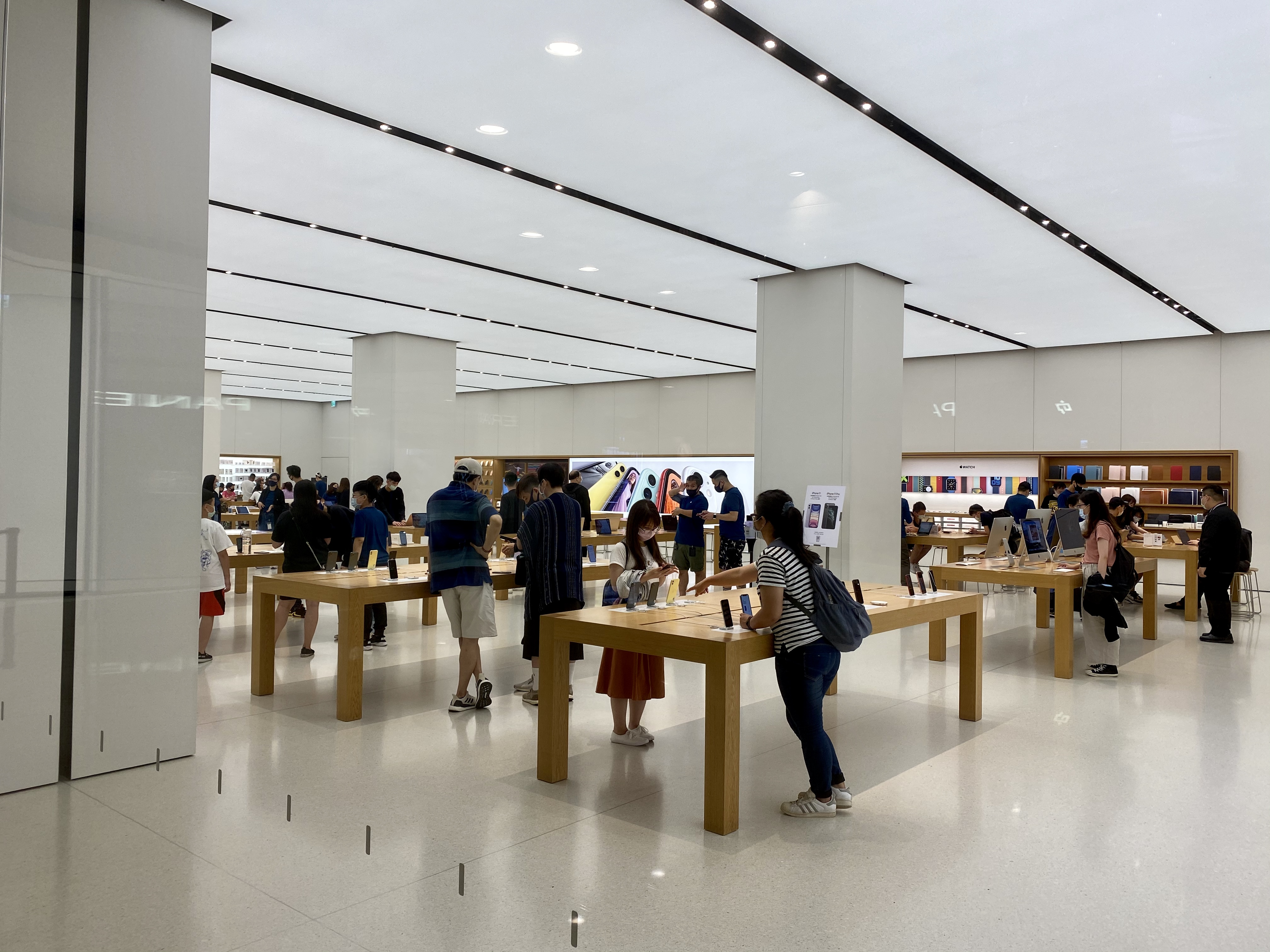
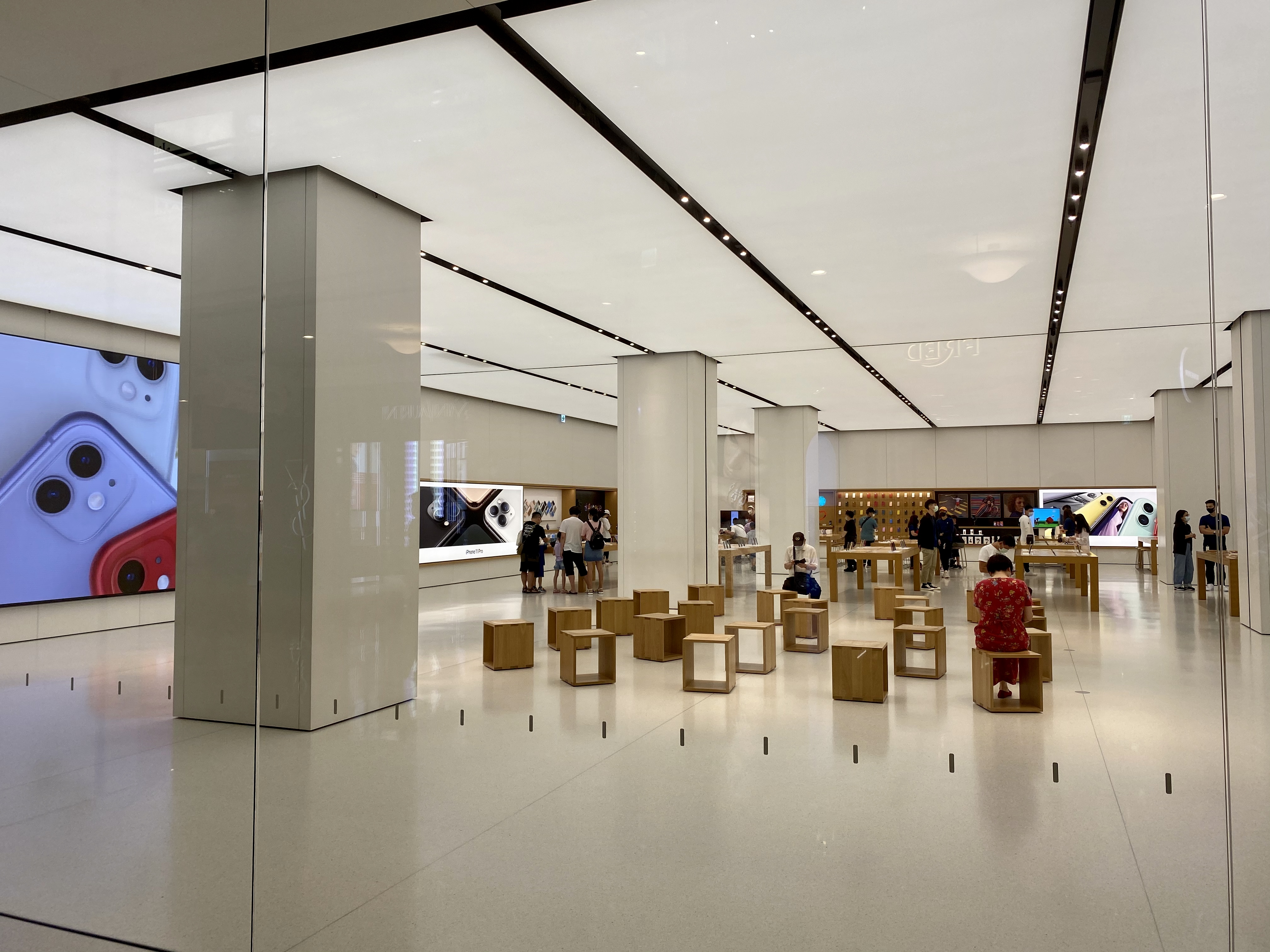

## 備註
1. ↑  目前蘋果在臺灣設立的直營店皆位於臺北市信義區的信義計畫區內。